# Ravavy miafina
Ravavy miafina (лат.) — вид муравьёв подсемейства долиходерины (Dolichoderinae, Bothriomyrmecini). Эндемик Мадагаскара.

## Описание
Мелкие муравьи серовато-коричневого цвета (длина около 3 мм), описаны только по самцам (самки и рабочие неизвестны). Усики у самцов состоят из 13 сегментов (у самок и рабочих, предположительно 12-члениковые), скапус не достигает затылочного края. Жвалы самцов с одним единственным узким вершинным зубцом. Нижнечелюстные щупики, 6-члениковые, нижнегубные щупики состоят из 4 сегментов. Голова длиннее своей ширины. Стебелёк между грудкой и брюшком состоит из одного сегмента (петиоль). Таксон Ravavy уникален среди всех долиходерин (по строению мандибул), морфологически ближе к муравьям рода Bothriomyrmex, но не к долиходеринам рода Tapinoma, поэтому отнесён к трибе Bothriomyrmecini (рассматривается сестринским к роду Loweriella). Вид был впервые описан в 2009 году американским мирмекологом Брайаном Фишером (Brian L. Fisher, California Academy of Sciences, Сан-Франциско, Калифорния, США) по нескольким экземплярам самцов, найденным им самим в 2001 году на Мадагаскаре.